# Se upp för livet
Se upp för livet är ett studioalbum av den svenska proggruppen Arbete & fritid, utgivet på skivbolaget MNW 1977 (skivnummer MNW 75P/MNWCDJ75). Skivan utgavs som en dubbel-LP och som dubbel-CD den 14 oktober 2009.

## Låtlista

### LP-versionen
A
1. "Födelsemusik" – 16:40
2. "Fantasins lov (Världen är så stor, Skogen, Ljugerivisan)" – 5:45

B
1. "Dansa i ring" – 1:00
2. "Jag vet inte så noga" – 4:30
3. "Jag bär min smärta" – 3:25
4. "Knoga och knega (framtid)" – 3:40
5. "Porrpaketet" – 2:55
6. "Jag är inte som andra (kaos eller ordning)" – 3:50
7. "Jag vägrar va' me'" – 3:16

C
1. "Lev hårt - dö ung!" – 1:50
2. "Avdelning - indelning" – 3:30
3. "Nu måste jag välja!" – 3:20
4. "Spel i soluppgången" – 8:15
5. "Kärlekssång" – 3:25

D
1. "Gotlandsmusik" – 4:55
2. "Älskade barn (till er alla)" – 3:10
3. "Brudmarsch från Vågå, Norge" – 3:00
4. "Berget" – 8:00
5. "Stora David Bagare" – 4:10
6. "Nu är det dax" – 0:35

### CD-versionen
CD 1
1. "Födelsemusik" – 16:40
2. "Fantasins lov (Världen är så stor, Skogen, Ljugerivisan)" – 5:45
3. "Dansa i ring" – 1:00
4. "Jag vet inte så noga" – 4:30
5. "Jag bär min smärta" – 3:25
6. "Knoga och knega (framtid)" – 3:40
7. "Porrpaketet" – 2:55
8. "Jag är inte som andra (kaos eller ordning)" – 3:50
9. "Jag vägrar va' me'" – 3:16

CD 2
1. "Lev hårt - dö ung!" – 1:50
2. "Avdelning - indelning" – 3:30
3. "Nu måste jag välja!" – 3:20
4. "Spel i soluppgången" – 8:15
5. "Kärlekssång" – 3:25
6. "Gotlandsmusik" – 4:55
7. "Älskade barn (till er alla)" – 3:10
8. "Brudmarsch från Vågå, Norge" – 3:00
9. "Berget" – 8:00
10. "Stora David Bagare" – 4:10
11. "Nu är det dax" – 0:35

## Medverkande
- Torbjörn Abelli – bas, sång
- Tord Bengtsson – bas
- Thomas Gartz – fiol, gitarr, sång
- Ove Karlsson – cello, bas, gitarr, orgel
- Ulf Lauthers – texter
- Jan Zetterquist – blandat

### Fotnoter
1. ↑  ”Se upp för livet”. Discogs.com. http://www.discogs.com/Arbete-Och-Fritid-Se-Upp-F%C3%B6r-Livet/release/1217802. Läst 5 september 2012.